# Zap! Snowboarding Trix
Zap! Snowboarding Trix (ザップ！ スノーボーディング トリックス) est un jeu vidéo de sport de type snowboard sorti exclusivement sur Sega Saturn le 21 février 1997, uniquement au Japon. Le jeu a été développé par Atelier Double et édité par TV Tokyo et Pony Canyon.
Il a pour suite Zap! Snowboarding Trix'98.

## Système de jeu
Le joueur dirige un snowboarder et doit descendre trois pistes, sur lesquelles il peut effectuer différentes figures ; il est possible de choisir parmi trois styles de planche.

## Développement
Le 30 août 1996, Cool Boarders sort sur PlayStation au Japon, puis dans le reste du monde. Face au succès autant critique que commercial de ce titre, une version améliorée est alors annoncée sur Saturn et de nombreux développeurs se lancent dans la création d'autres jeux du même type. C'est ainsi que Zap! Snowboarding Trix voit le jour, ce premier jeu de snowboard sur la console de Sega étant alors vu comme une réponse à Cool Boarders.

## Accueil
Zap! Snowboarding Trix a reçu un accueil plutôt mitigé lors de sa sortie.
En France, Joypad constate que « l'impression de vitesse et les sensations de glisse sont plutôt mal rendues, ce qui est un comble pour un sport de... glisse ! » et que « [l]es décors souffrent d'une pixellisation abusive, entraînant une confusion graphique insupportable » mais reconnaît que « les mouvements [du] personnage (malgré certains enchevêtrements de polygones) sont souples : Mute, Tail Grub et autres figures sont assez bien rendues. ».
En revanche, la presse anglophone est plus enthousiaste. Aux États-Unis, Next Generation déclare que « les développeurs ont réussi à compenser certains défauts graphiques par une maniabilité excellente » et que « comparé à Cool Boarders, Trix se présente comme une expérience plus rapide et plus excitante. ». Au Royaume-Uni, Sega Saturn Magazine tient un discours similaire en affirmant que si « le jeu de Sony est un peu plus lisse et ne présente pas autant de problèmes que le titre Saturn », en revanche Zap! Snowboarding Trix « bénéficie d'un environnement offrant beaucoup plus de liberté - vous pouvez sauter par-dessus les murs plutôt que de simplement entrer en collision avec eux, ce qui offre beaucoup plus de potentiel pour tirer le meilleur parti des pistes du jeu. ».